# Казкоммерцбанк Кыргызстан
«Кыргызкоммерцба́нк» — японско-киргизский банк. Входит в семёрку крупнейших банков Киргизии по размеру собственного капитала и активов. Преобладающим направлением деятельности Кыргызкоммерцбанка является кредитование малого и среднего бизнеса.

## История
- 1990 год — образование «Медеу Банка» 12 июля 1990 года в виде открытого акционерного общества в соответствии с законодательством Казахской Советской Социалистической Республики.
- 1991 год — «Медеу Банк» был перерегистрирован в ОАО «Казкоммерцбанк» и получил лицензию Национального банка Республики Казахстан № 48 от 21 октября 1991 года на проведение банковских операций. Этот день считается официальным днём рождения банка.
- 1994 год — банк объединился с другим казахским коммерческим банком — «Астана Холдинг». С этого времени банк присутствует во всех основных деловых и населённых центрах страны через свою филиальную сеть.
- 2002 год — банк приобрёл 74 % акций Кыргызавтобанка.
- Январь 2003 г. — банк получил статус Ассоциированного члена в международной платëжной системе Visa.
- 2004 год — выпустив VISA Electron в начале 2004 года, «Казкоммерцбанк» стал первым банком, получившим лицензию на эмиссию банковских карт в Киргизии.
- 2006 год — проведение SPO на Лондонской фондовой бирже.
- Январь 2009 г. — банк получил статус Принципиального члена в международной платёжной системе MasterCard.
- Декабрь 2010 г. — банк получил статус Принципиального члена в международной платёжной системе Visa.
- 2015 год — изменение состава акционеров и переименование банка в ОАО «Кыргызкоммерцбанк».
- В июне 2017 года японская публичная компания Sawada Holdings Co. Ltd., чьи акции котируются на Токийской Фондовой бирже JASDAQ, в ходе дополнительной эмиссии акций ОАО «Кыргызкоммерцбанк» приобретает 52,90 % доли.

## Собственники и руководство
Акционеры: Публичная японская компания Sawada Holdings Co., Ltd. — 52,904 %, остальные 47,096 % — физические и юридические лица.
- Председатель совета директоров — Хидео Савада.
- Председатель правления — Айбалаев Алмаз Маматович.